# Русские и советские памятники в Софийской области
Русские и советские памятники в Софийской области — перечень памятных мест в Софийской области Болгарии, посвященные памяти воинской доблести войск Российской Империи и Советского Союза.

## Преамбула
В список включены: описание памятного места, его фотография, месторасположение (включая координаты)

## Список
| Изображение | Описание | Надпись (на болгарском языке) | Месторасположение |
| ----------- | --- | --- | --- |
|             | Памятник победы 21 ноября 1877 года в битве при Арабаконаке и 19 декабря 1877 года в битве при Ташкесене (Саранчи) | Въ царствованӧе россӧйскаго императора АЛЕКСАНДРА II подъ начальствомъ Генералъ-Адӧютанта Гурко. 21-го Ноября 1877 года СРАЖЕНӒЕ при АРАБЪ-КОНАКѢ — 19-го Декабря СРАЖЕНӒЕ при ТАШКИСЕНѢ УЧАСТВОВАЛИ ВЪ БОЮ: ПОЛКИ Л-ГВ: Преображенскӧй, Семеновскӧй, Измайловскӧй, Егерскӧй, Московскӧй, Гренадерскӧй, Павловскӧй, Финляндскӧй, Литовскӧй, Гренадерскӧй, Кексгольмскӧй и С-Петербургскӧй и Л-Гв. Волынскӧй, Гвард. Стрѣлк. бригада, Конногренадерскӧй, Уланскӧй, Драгунскӧй и Гусарскӧй ЕГО ВЕЛИЧЕСТВА, Сводный казачӧй, Уланскӧй ЕГО ВЕЛИЧЕСТВА и Гродненскӧй гусарскӧй. Л.Гв. 1-я и 2-я арт. бригады, 3-я гвард. и гренад. арм. бригады, 2-я, 3, 5 и 6 донскӧя батареи и гвард. конно-арт. бригада. Л-Гв. саперный батальонь. АРМЕЙСКӒЕ ПОЛКИ: Новоингерманландскӧй, Псковскӧй, Великолуцкӧй, Архангелогородскӧй, Вологодскӧй, Костромскӧй, Галицкӧй, Пензенскӧй, Тамбовскӧй, Козловскӧй, Воронежскӧй, пехотые: Екатеринославскӧй и Астраханскӧй драгунскӧе, Донскӧе казачьи № 21, 24, 26, 34 и Кавказская казачья бригада. 5-я и 31 арт. бригады: 2-я, 4 и 6 батареи 3-й арт. бригады, 16-я конно-арт. батарея и Донскӧя казачьи батареи конно горная № 1 конно.арт. № 8, 15 и 19. | Арабаконак. Расположен на перевале Арабаконак на одноимённой вершине 42°46′04″ с. ш. 23°50′58″ в. д.                    |
|             | Памятник генералу Василию Каталею, погибшему около села 21 декабря 1877 года (Георгий и Стойна Карагериванови) | | Бенковски. Построен в 1907 году на Смоленской дороге                                                                    |
|             | Братский курган из 28 солдат Санкт-Петербургского гренадерского полка, погибший 21 декабря 1877 года под Петричем | | Бенковски. Расположенный в местности Мурта                                                                              |
|             | Памятник подполковнику Александру Войницкому из лейб-гвардии Московского полка, убитому в Арабаконаке 21 ноября 1877 года. | Л. ГВ. МОСКОВСКАГО ПОЛКА подпоручикъ АЛЕКСАНДРЪ ВОЙНИЦКӒЙ палъ за освобожденӧе Болгарӧи въ дѣлѣ подъ АРАБЪ-КОНАКОМЪ 21 ноября 1877 г. | Ботевград. Расположен во дворе Свято-Вознесенской церкви 42°54′17″ с. ш. 23°47′32″ в. д.                                |
|             | Памятник 2 нижним званиям и лейтенанту Илье Волкову из Лейб-гвардейского Волынского полка, погибшему от ран, полученных в бою при Мечке 25 декабря 1877 года.                                                                  | | Ботевград. Расположен во дворе Свято-Вознесенской церкви 42°54′17″ с. ш. 23°47′32″ в. д.                                |
|             | Памятник Аристарху Ушакову капитану Санкт-Петербургского гренадерского полка и 3 нижних чинов | | Ботевград. Расположен во дворе Свято-Вознесенской церкви 42°54′17″ с. ш. 23°47′32″ в. д.                                |
|             | Памятник 841 нижнему званию и 18 офицерам отряда генерала Дандевила, убитым в холодном переправе через Балканы у пика Бабы | Тук на 28 и 29 XII 1877 год колона руски войски под командата на генерал Дандевил премина Балкана от Етрополе към Буново. В похода взеха участие и 700 души българи ръководени от д-р Цариградски. В снежната буря са загинали за нашата свобода 841 войници и 18 офицери. Поклон! | Буново. Расположен в районе Хаджичи, к западу от пика Бабы 42°42′58″ с. ш. 23°55′40″ в. д.                              |
|             | Памятник русским войскам, освободившим село 29 декабря 1877 года. | За спомѣн влизането на рускитѣ войски въ селото ни на 29 XII 1877 год. Въздигнатъ отъ признателните | Буново. Расположен в западной части села 42°42′57″ с. ш. 23°55′39″ в. д.                                                |
|             | Мемориальная доска на могиле 28 русских солдат из лейб-гвардии Московского полка, погибших при пересечении пролива Арабакашка с 25 по 31 декабря 1877 года.                                                                    | В този район — двора на Основно училище Отец Паисий в с. Врачеш са погребани загиналите руски войни при зимния преход на Балкана 25 — 31 XII 1877 г. | Врачеш. Воины похоронены во дворе начальной школы им. Отца Паисия в местечке Кривия дол 42°53′34″ с. ш. 23°45′00″ в. д. |
|             | Памятник погибшим русским воинам за освобождение Долно Камарци 20 декабря 1877 года. | Въ честъ на падналите рус. синове за освобожд. на Долно Камарчене на 20 Д. 1877 год. | Долно-Камарци, расположен к северу от деревни 42°42′59″ с. ш. 23°51′13″ в. д.                                           |
|             | Надгробие 6 русских солдат, погибших при освобождении села 16 декабря 1877 года. | Тука почиват 6 души Руски Войници † на 1877 г. въ Руско-Турската Война с. Елешница. | Елешница. Расположен в южной части посёлка 42°44′30″ с. ш. 23°37′31″ в. д.                                              |
|             | Братский курган нижних чинов лейб-гвардии Семеновского полка, погибшего в бою с турками 29 ноября 1877 года. | Братская могила нижнихъ чиновъ Лейбъ-Гвардӧи СЕМЕНОВСКАГО полка, убитыхъ въ бою съ турками 29-го Ноября 1877 года на горѣ ШАНДАРНИКА | Етрополе. \|Расположен в местечке Шиндарник на вершине Звездец 42°47′30″ с. ш. 23°54′18″ в. д.                          |
|             | Братский курган нижних чинов 1-й лейб-гвардейской артиллерийской бригады, погибшей в боях с турками в ноябре и декабре 1877 года.                                                                                              | | Етрополе. Расположен в местечке Шиндарник на вершине Звездец 42°47′30″ с. ш. 23°54′18″ в. д.                            |
|             | В память о товарищах 3-й пехотной дивизии 25 ноября низшие звания 11-го Псковского полка пали 17 ноября 1877 года. | | Етрополе. Расположен в посёлке Илёв Камак                                                                               |
|             | В память о товарищах 3-й пехотной дивизии лейтенант Николай Штелкан и 44 бойца 12-го Великолуцкого полка, погибших 16 ноября 1877 года.                                                                                        | | Етрополе. Расположен в посёлке Илёв Камак                                                                               |
|             | В память о погибших русских героях за освобождение Етрополя 12 декабря 1877 года (у Георгиевской церкви) | | Етрополе. Расположен во дворе церкви «Св. Георги» 42°49′51″ с. ш. 23°59′31″ в. д.                                       |
|             | В память о погибших 12 декабря 1877 года Лейб-гвардейским Преображенским полком: Симеон, Николай, Владимир, Лука, Константин, Иван, Димитри, Дамян, Евстатий, Данаил, Сергей, Прокопий, Михайл, Александър, Георгий, Теодор    | | Етрополе. Расположен во дворе церкви «Св. Архангел Михаил» 42°50′05″ с. ш. 23°59′45″ в. д.                              |
|             | Братский курган нижних чинов Преображенского полка лейб-гвардии, погибший в трехдневном сражении 10, 11 и 12 ноября 1877 года.                                                                                                 | | Етрополе. Расположен в местности Прогон 42°50′28″ с. ш. 24°00′52″ в. д.                                                 |
|             | Братский курган 4-го ранга лейб-гвардейского Измайловского полка, убит 17 ноября 1877 года в Шиндарнике (верх Звездец) | | Етрополе. Расположен в местности Въртежката                                                                             |
|             | Памятник русскому солдату Никсифору, погибшему 26 ноября 1877 года. | | Златица. Расположен к северу от квартал «Църквище» 42°43′32″ с. ш. 24°06′25″ в. д.                                      |
|             | Мемориальная доска Российских освободительных сил | | Златица. Расположен в городе 42°42′50″ с. ш. 24°08′03″ в. д.                                                            |
|             | Памятник унтер-офицеру Аврелиану, убитому в этом месте за свободу города 29 декабря 1877 года. | | Копривштица, расположен в 6 км к югу от города в районе Джафарица, на обочине дороги. 42°35′41″ с. ш. 24°22′30″ в. д.   |
|             | Памятник погибшим русским воинам в селе возле 35-го дивизии передвижного армейского парка | | Лесново. Расположен на кладбище                                                                                         |
|             | Памятник штабу капитана Николая Эдуардовича Герберта, лейтенанта Кексгольмского гренадерского полка Вацлава Владислава Стеткевича, погибшего от ран 22 декабря 1877 года, полученный в бою 21 декабря 1877 года у села Камарци | | Мирково. Расположен на кладбище 42°41′21″ с. ш. 24°00′01″ в. д.                                                         |
|             | Памятник 8-ми рядовым 124-го Воронежского полка, погибшим от холода 16 декабря 1877 года под вершиной Баба | Паметник 8 нисших чинов 124-го Воронежского полка, погибших от холода 16 декабря 1877 года под вершиной Бабы | Мирково. Расположен во дворе церкви Святого Димитра 42°41′30″ с. ш. 23°59′21″ в. д.                                     |
|             | Памятник погибшим до деревни 14 офицерам и солдатам из лейб-гвардейского Преображенского полка | | Негушево. Расположен недалеко от центра деревни 42°43′34″ с. ш. 23°42′21″ в. д.                                         |
|             | [Мемориальный комплекс прапорщиков Данилевского, Велинского и Назимова и 10 нижних чинов Лейб-гвардейского драгунского полка, погибших 10 декабря 1877 года в районе села Новачене                                             | | Новачене. Расположен в парке к северу от деревни 42°58′49″ с. ш. 23°44′03″ в. д.                                        |
|             | Братский курган 9 нижших чинов Санкт-Петербургского гренадерского полка, погибший 21 декабря 1877 года под Петричем | | Петрич. Расположен во дворе церкви «Свети Георги» 42°35′58″ с. ш. 24°00′44″ в. д.                                       |
|             | Памятник погибшим русским солдатам и болгарским ополченцам | | Пирдоп. Расположен во дворе начальной школы имени Тодора Влайкова 42°42′05″ с. ш. 24°10′30″ в. д.                       |
|             | Памятник капитану Михаилу Баторскому из лейб-гвардейского кавалерийско-гренадерского полка, умершего 3 января 1878 года. | | Пирдоп. Расположен во дворе церкви св. Успение Пресвятой Богородицы 42°41′54″ с. ш. 24°10′51″ в. д.                     |
|             | Памятник нижним чинам лейб-гвардии Семеновского полка, погибших в боях 10 и 11 ноября 1877 года. | | Правец. Расположен на севере в районе Бардо 42°54′53″ с. ш. 23°55′00″ в. д.                                             |
|             | Надгробия трех русских солдат, погибших во время русско-турецкой войны 1877—1878 гг. (Неразборчивые надписи) | | Равно-Поле. Расположен во дворе церкви «Света Троица» 42°40′14″ с. ш. 23°31′34″ в. д.                                   |
|             | Братский курган нижних чинов Лейб-гвардейского Волынского полка, погибший 19 декабря 1877 года в битве при Ташкесене (Саранци)                                                                                                 | | Саранци. Расположен в лесу недалеко от деревни, местность Перестре 42°43′16″ с. ш. 23°47′01″ в. д.                      |
|             | Братская могила капитана Николая Дмитриева Иванова и 34 низа петербургского гренадерского полка, погибшего 19 декабря 1877 года в битве при Ташкесене (Саранци)                                                                | | Саранци. Расположен в лесу недалеко от деревни, местность Перестре 42°43′16″ с. ш. 23°47′01″ в. д.                      |
|             | Братская могила 52 нижних чинов лейб-гвардейского Волынского полка, убитая 19 декабря 1877 года в битве при Ташкесене (Саранци)                                                                                                | Братская могила 52-ух русских войнов, нисшие чины Волынского полка погибших в битве за Ташкесен /с. Саранцы/. Полка е в състава на бригадата командвана от ген. Корлов заедно с Костромския и Санкт-Петербургски полкове. | Чеканчево. Расположен в лесу недалеко от деревни, местность Огорелина 42°42′15″ с. ш. 23°46′18″ в. д.                   |
|             | Памятник подпоручику Н. П. Ларионову из Лейб-гвардейского Волынского полка, убитому 19 декабря 1877 года в битве при Ташкесене (Саранци)                                                                                       | | Чеканчево. Расположен в местности Делниците 42°42′08″ с. ш. 23°46′59″ в. д.                                             |
|             | Мемориальная доска о боевых действиях у села Челопеч во время русско-турецкой войны 1877—1878 годов и о замороженных 1039 русских солдатах                                                                                     | В освободителната война 1877/78 г. в Челопеч и околността се водиха жестоки боеве. Премръзнаха 1039 руски войни. Селото бе запалено. Даде 35 жертви. | Челопеч |